# Estavar
Estavar (in catalano Estavar) è un comune francese di 443 abitanti situato nel dipartimento dei Pirenei Orientali nella regione dell'Occitania.

## Geografia fisica

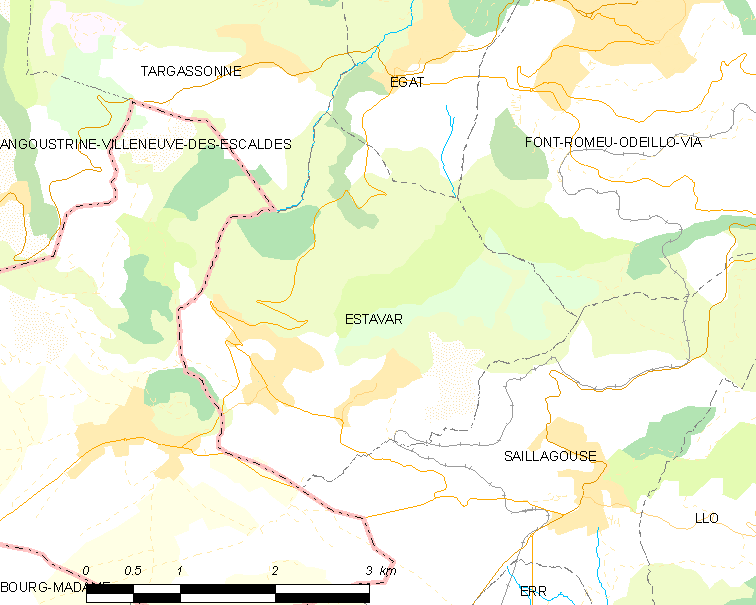
Situazione di Estavar

Fa parte della regione storica nota come Cerdagna.

## Società

### Evoluzione demografica
Abitanti censiti